# L'intermittenza
L'intermittenza è un romanzo di Andrea Camilleri pubblicato dalla casa editrice Mondadori nel 2010.

## Trama
Il romanzo è stato definito un "thriller finanziario" poiché riguarda il mondo delle imprese industriali con le loro segrete e spregiudicate trame dove ciò che conta è solo il potere economico a cui tutto viene sacrificato e prima di tutto la vita dei più deboli.
La storia si svolge ai nostri giorni ambientata nel clima della crisi economica dove il capitalismo italiano cerca di sopravvivere comprando a bassi costi le imprese che stanno fallendo dalle quali traeranno grandi utili svuotandole della manodopera operaia.
Lo scambio di proprietà avviene con un sottofondo di mogli fedifraghe a loro volta tradite, di nipotine in carriera con l'aiuto di parenti vecchi satiri, di sottosegretari che chiudono un occhio, e talora tutti e due, in cambio di appoggi politici e finanziari, di ingenui lavoratori, che ancora credono nella legge, arrampicati su una gru per rivendicare i loro diritti.
In questa condizione di homo homini lupus alla fine sarà il più forte e cinico a prevalere ma «all'improvviso dentro il suo cervello una venuzza, esile meno di un filo di capello, si spezza» e una sorta di giustizia naturale verrà ristabilita.

## Edizioni
- Andrea Camilleri, L'intermittenza, Prima ed. settembre 2010, Mondadori Editore, 2010,  pagg.171, ISBN 978-88-04-59842-8.